# Rondibilis sapporensis
Rondibilis sapporensis là một loài bọ cánh cứng trong họ Cerambycidae.